# Within Deep Dark Chambers
Within Deep Dark Chambers est le premier album du groupe suédois Shining (2000). Cet album a été réédité en 2003 avec un nouvel artwork.

## Liste des titres
La version australienne contient un morceau bonus, intitulé "Endless Solitude" (6:32).
Les six pistes de cet album sont :
1. Reflecting in Solitude; 08:40;  Paroles
2. Stonelands; 08:53;   Paroles
3. Vita Detestabilis; 07:32;   Paroles
4. Ren Djävla Angest; 06:43;   Paroles
5. Inisis; 08:07;   Paroles
6. And Only Silence Remains...; 10:49;   Paroles

## Musiciens
- Niklas Kvarforth : chant